# Full fräs
Full fräs (originaltitel: Full fräs med Stefan & Krister) är en svensk buskis-serie i två säsonger
 från 1993 och 1996 med komikerduon Stefan & Krister. Serien består av halvtimmesavsnitt i regi av Anders Wällhed. Den andra säsongen har sänts i TV4 flera gånger om, och släppts i DVD-format (den 29 februari 2004) samt VHS.

## Medverkande
- Stefan Gerhardsson
- Krister Claesson
- Siw Carlsson
- Jojje Jönsson
- Gösta Jansson
- Olle Nordahl
- Rut Andersson (Ruth Andersson i eftertexterna)
- Leif "Loket" Olsson (1993)
- Thomas Petersson (1993)
- Kent Andersson (1993)
- Mats Ljung (1993)

## Upplägg
År 1993 producerade Stefan & Krister en serieinspelning i studio i Falkenberg, med titeln Full Fräs och karaktärer spelade av Stefan, Krister, Jojje Jönsson och Siw Carlsson m fl. Bland annat framförs en sjömansvisa med filmklipp inspelade på Lanzarote. Dessutom förekom inslag av intervjuer med Leif "Loket" Olsson, Thomas Petersson, Mats Ljung och Kent Andersson. Den blyge diktaren Örjan blev ett nytt fynd i duons karaktärslista. Efter originalvisningen i TV4 1993 visades säsongen inte i repris eller gavs ut på marknaden i sin helhet, men DVD-produkten Roliga timmen mä Stefan & Krister innehåller teamets utvalda favoritsekvenser ur denna TV-produktion.
Många av karaktärerna kom tillbaka 1996. Varje avsnitt i denna upplaga innehåller bl.a. en sketch med Olvert och bonden Kristian, en monolog med Birger, romantisk hörna och ett barnprogram med Blyge Örjan, en limerick med Olle Nordahl samt några utomstående sketcher.